# Bielawa (województwo wielkopolskie)
Bielawa – wieś krajeńska w Polsce położona w województwie wielkopolskim, w powiecie złotowskim, w gminie Złotów.
W latach 1975–1998 miejscowość administracyjnie należała do województwa pilskiego.